# Perizoma ericetata
Perizoma ericetata är en fjärilsart som beskrevs av Stephens 1831. Perizoma ericetata ingår i släktet Perizoma och familjen mätare. Inga underarter finns listade i Catalogue of Life.